# Antrodia macrospora
Antrodia macrospora är en svampart som beskrevs av Bernicchia & De Domincis 1990. Antrodia macrospora ingår i släktet Antrodia och familjen Fomitopsidaceae.   Inga underarter finns listade i Catalogue of Life.